# Saugon

Saugon este o comună în departamentul Gironde din sud-vestul Franței. În 2009 avea o populație de 408 de locuitori.

## Evoluția populației
| An        | 1975 | 1982 | 1990 | 1999 | 2006 | 2009 |
| --------- | ---- | ---- | ---- | ---- | ---- | ---- |
| Populație | 274  | 283  | 295  | 329  | 370  | 408  |